# Barak ainou
Le barak ainou est une tête de mouton accompagnée de pommes de terre, marinée à la dersa, puis cuite au four.
Ce plat traditionnel algérien est consommé surtout à l'occasion de la célébration de l'Aïd al-Adha.